# Geschichte Irans
Die Geschichte Irans umfasst die Entwicklungen auf dem Gebiet der Islamischen Republik Iran und historischer, oft unter dem Namen Persien bekannter iranischer Reiche von der Urgeschichte bis zur Gegenwart. Der Name Iran leitet sich aus dem altpersischen Būm-ī aryānam („Land der Arier“) ab (siehe iranische Sprachen, Eran (Begriff)). Das ostiranische Äquivalent ist Aryana. Der Begriff „Iran“ bezieht sich im eigentlichen Sinne auf eine viel größere Region, die die Gebiete der modernen Staaten Afghanistan, Tadschikistan, Irak, Aserbaidschan, Usbekistan, Turkmenistan und Teile Pakistans und der Türkei mit einschließt (siehe Iranisches Hochland). Somit beinhaltet dieser Artikel über die Geschichte Irans zu einem großen Teil auch die Geschichte jener Staaten und Regionen sowie die Geschichte des ehemaligen Großpersischen Reiches. Die Geschichte des modernen Nationalstaates Iran beginnt mit der Gründung des Kadscharen-Dynastie um 1789.
Die persische Eigenbezeichnung Iran wurde am 21. März 1935 unter Reza Schah Pahlavi (Regent 1925–1941) für international verbindlich erklärt.

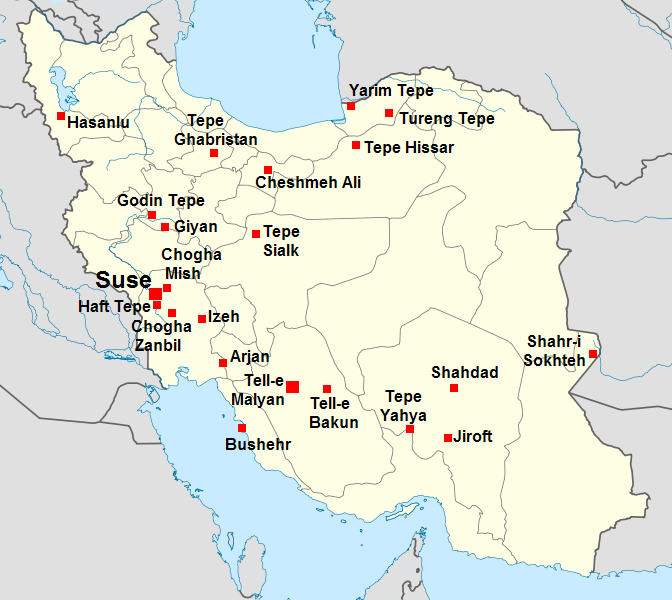
Karte mit archäologischen Fundstätten in Iran.

## Frühe Hochkulturen (ca. 4000 v. Chr. bis 550 v. Chr.)

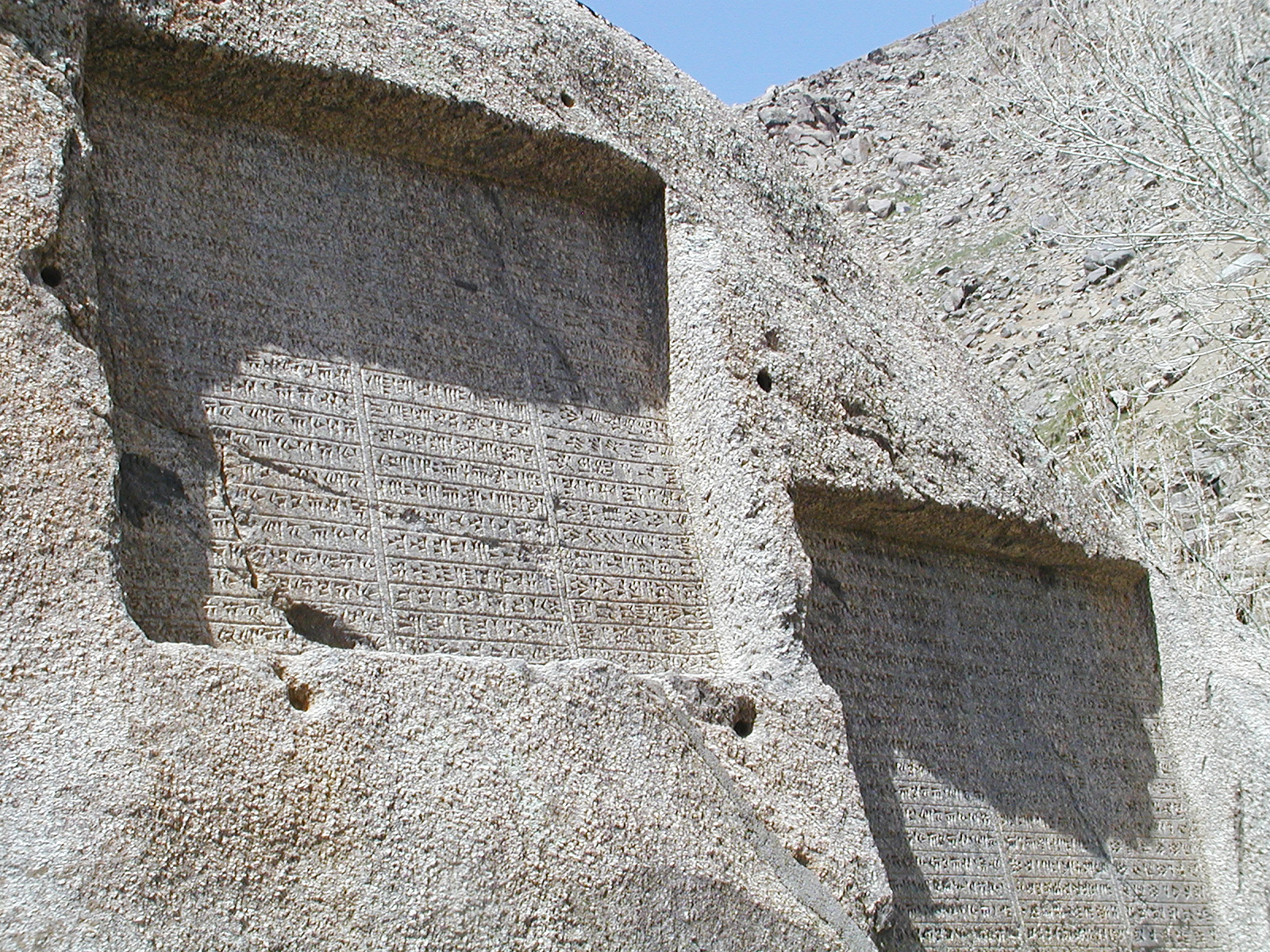
Gandschnāme: Inschrift aus der achämenidischen Zeit

Bereits in der Jungsteinzeit (Neolithikum) wurde das Land, das heute als Iran bezeichnet wird, besiedelt, bzw. es sind Siedlungsspuren nachweisbar. Dauersiedlungen und Nahrungsmittelerzeugung sind etwa durch bemalte Keramik und kleine Tonfiguren für das jüngere Neolithikum (6500–5550 v. Chr.) nachweisbar. In der ehemaligen Provinz Chusistan liegen die kraft kalibrierter 14C-Datierungen auf eine Besiedlungsgeschichte ab dem 8. Jahrtausend v. Chr. reichenden Tschogha Bonut sowie Tschogha Misch. Im 4. Jahrtausend v. Chr. gab es eine erste Wanderbewegung von Indogermanen, die zusammen mit den Indern die Bezeichnung Arier (ariyānām) haben. Die Herkunft dieser Arier ist umstritten, man ist sich aber darüber einig, dass sie aus dem Norden stammen. Bereits gegen Ende des 4. Jahrtausend v. Chr. kann von einer städtischen Zivilisation gesprochen werden, die sich aus der Ackerbau betreibenden, sesshaften Bevölkerung entwickelte.

### Reich Elam (ca. 3500 v. Chr. bis 569 v. Chr.)
Das erste Reich auf iranischem Boden war Elam auf dem Gebiet um das heutige Chusistan, das von etwa 3500 v. Chr. bis zur Niederlage gegen das assyrische Reich um 569 v. Chr. Bestand hatte. Die Könige nannten sich „von Anschan und Susa“. Die Sprache der Elamer war weder Indogermanisch noch Semitisch.
Die zweite Wanderbewegung, die der eigentlichen Indoiranier um 1250 v. Chr., von indogermanischen Reitervölkern aus den Steppen Südrusslands, lässt sich geschichtlich genauer fassen. Das Auftreten der Meder (Madai) um 900 v. Chr., in deren Folge die aus dem Gebiet des Urmiasees stammenden, mit den Medern verwandten Perser (Pārsa) nachzogen, veränderte die einheimische Bevölkerungsstruktur.

### Meder-Reich (728 v. Chr. bis 550 v. Chr.)
Das Meder-Reich war das erste große iranische Reich. Die Bewohner waren die Meder. Ihre Sprache, Kultur und Abstammung war iranisch. 835 v. Chr. erwähnte der assyrische König zum ersten Mal die medischen Stämme. Bald nach ihrem Auftreten konnten sie große Bereiche des assyrischen Reiches unterwerfen. Im Jahre 715 v. Chr. führte der Häuptlingsführer Deiokes die medischen Stämme ohne Erfolg gegen das assyrische Reich. Ein Nachfolger, Phraortes, konnte die übrigen iranischen Stämme vereinen und das assyrische Königreich vernichten. Er gründete die medische Hauptstadt Ekbatana (das heutige Hamadan). Astyages, der letzte medische König, führte das Reich bis 550 v. Chr.

## Antike (550 v. Chr. bis 642 n. Chr.)

### Achämeniden

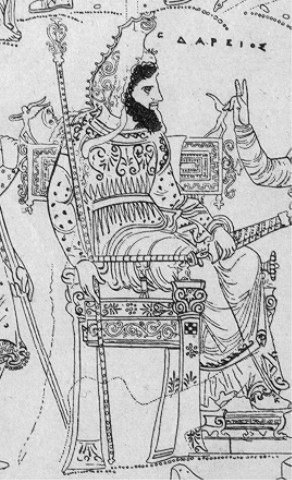
Dariush (Dareios) I. (549–486 v. Chr.)

Perserreich um 500 v. Chr.

Die Herrschaft des Achämenidenreiches dauerte von ca. 559 v. Chr. bis 330 v. Chr. Kyros der Große gründete als persischer König das erste Weltreich der Geschichte, das altpersische Großreich. 539 v. Chr. wurde Babylon eingenommen und das neubabylonische Reich der Chaldäer besiegt. Ägypten wurde dem Achämenidenreich 525 v. Chr. eingegliedert. Von 521 v. Chr. bis 486 v. Chr. regiert Dareios der Große, der sich durch sein enormes militärisches Können auszeichnete. Er siegte im ersten Jahr seiner Herrschaft in 19 Schlachten in einem Gebiet, welches so groß wie ganz Westeuropa war. Weiterhin schuf er sich durch seine weise Politik und Toleranz einen Namen.
Um 500 v. Chr. erhoben sich die Griechen gegen die persische Herrschaft, womit die Perserkriege eingeleitet wurden. Der Aufstand wurde 494 v. Chr. mit der Zerstörung Milets niedergeschlagen. Hier standen sich zwei Ideologien gegenüber: Die Iraner vertraten die Reichsidee unter Wahrung der jeweiligen Identitäten, während die Griechen die Stadtstaaten-Idee (Polis) unter völliger Unabhängigkeit bevorzugten. Von 486 v. Chr. bis 465 v. Chr. regierte Xerxes I. 450 v. Chr. bis 404 v. Chr. erfolgten Aufstände gegen die Achämeniden in Ägypten, Syrien und im Kernland des Reiches. Vom Peloponnesischen Krieg zwischen Athen und Sparta (431 bis 404 v. Chr.) konnte Persien unter Artaxerxes II. profitieren (siehe Königsfrieden). Von 359 v. Chr. bis 338 v. Chr. herrschte Artaxerxes III., der das Reich noch einmal festigen konnte, bevor es unter Dareios III. unterging.

### Alexanderfeldzug
Im Jahr 335 v. Chr. wurde Dareios III. Großkönig, aber er wurde schon 331 v. Chr. von Alexander dem Großen in der Schlacht von Gaugamela während des Alexanderzuges geschlagen und wenig später auf der Flucht vom Satrapen Baktriens, Bessos, ermordet. Mit Alexanders Sieg endete die Herrschaft der Achämeniden. Das Reich ging im Alexanderreich auf.

### Seleukiden
Das Jahr 312 v. Chr. brachte mit dem Aufstieg der Diadochen-Dynastie von Seleukos I., einem Feldherrn Alexanders, die Seleukidenherrschaft. Zwischen 280 und 200 v. Chr. erstreckte sich das Seleukidenreich über große Gebiete Vorderasiens bis zum Indusgebiet. Nach dem Zerfall gelangten die westlichen Reichsgebiete an das Römische Reich. Von der seleukidischen Kunst finden sich in Iran noch einige Überreste.

### Arsakiden
Das Partherreich unter der Herrschaft der Arsakiden entfaltete sich von 250 v. Chr. bis 224 n. Chr. Die Parther nahmen Elemente der hellenistischen Kultur auf und konnten sich, trotz mehrerer Niederlagen (besonders im 2. und 3. Jahrhundert n. Chr.) gegen das römische Reich in den diversen Partherkriegen behaupten. 224 n. Chr. kam es jedoch zum Sturz der Arsakiden durch die Sassaniden.

### Sassaniden
Das Sassanidenreich, gegründet von der letzten vorislamischen Dynastie Persiens, existierte zwischen 224/226 n. Chr. und 651 n. Chr. Ardaschir I., Sohn des parthischen Unterkönigs Papak, stürzte das Partherreich und betrieb ebenso wie sein Sohn und Nachfolger Schapur I. eine erfolgreiche Politik. Das Sassanidenreich hatte stets die gefährdete Nordostgrenze zu sichern, wo die sogenannten iranischen Hunnen aggressiv auftraten und den Sassaniden auch einige Niederlagen bescherten. Es entwickelte sich aber gleichzeitig in der Spätantike als ein bedeutender Rivale Roms (siehe Römisch-Persische Kriege), wobei es jedoch auch durchaus zu einer (zeitweiligen) friedlichen Koexistenz vor allem im 5. Jahrhundert kam. Unter Chosrau I., dem großen Gegenspieler Kaiser Justinians, erlebte das sassanidische Persien eine kulturelle Blüte. Um 560 wurde das Hephthalitenreich im Bündnis mit den Kök-Türken vernichtet. Im Inneren musste sich das Königtum stets gegen den starken Adel behaupten. Religionspolitisch förderten die Sassaniden den Zoroastrismus, doch existierte ebenso eine nicht unbedeutende christliche Minderheit im Reich.
Nachdem der letzte bedeutende Sassanidenkönig Chosrau II., der 603 einen großen Krieg gegen Ostrom begonnen hatte, 628 ermordet worden war, versank das Reich im Chaos, während Ostrom unter Herakleios aus diesen Kämpfen zwar siegreich hervorging, aber geschwächt blieb. Diese Schwächephase beider Großmächte erlaubte es den islamischen Arabern, ab Mitte der 630er Jahre Persien und große Teile Ostroms zu erobern (Islamische Expansion). Sie besiegten die sassanidischen Heere, nachdem der letzte Sassanidenkönig Yazdegerd III. 651 ermordet worden war. Daraufhin kam es zu einer allmählichen Bekehrung der Bevölkerung zum Islam, wenngleich noch in den 650er Jahren mehrere Aufstände der Perser gegen die arabische Fremdherrschaft stattfanden, die aber niedergeschlagen wurden.
Das sassanidische Persien mit seinem Hofleben und seiner Verwaltung wurde dennoch zu einem wichtigen Vorbild für das Kalifenreich, vor allem unter den Abbasiden. Das vorislamische persische Königsideal und Einflüsse der Hofkultur wirkten denn auch in islamischer Zeit stark nach. Im Unterschied zu anderen arabisch eroberten Gebieten gelang es den Persern deshalb, ihre Kultur weitgehend zu erhalten, das Persische neben dem Arabischen zu einer Sprache des Islam zu machen und in kulturellen, politischen und geistigen Bereichen maßgebend zur Entwicklung des Islam beizutragen.

## Frühislamische Zeit (642 bis 1050)

### Umayyaden (661 bis 750)
Nach der entscheidenden Niederlage in der Schlacht bei Nehawand gegen die muslimischen Araber im Jahr 642 brach das Sassanidenreich in Persien auseinander und ging mit der Ermordung von Yazdegerd III. endgültig unter. Dennoch zog sich die arabische Unterwerfung Irans hin, da die Muslime durch interne Machtkämpfe infolge der Machtergreifung der Umayyaden zeitweise geschwächt waren.
Erst gegen Ende des 7. Jahrhunderts konnte Chorasan von den Arabern endgültig erobert werden. Auch die Unterwerfung von Transoxanien dauerte bis zur Mitte des 8. Jahrhunderts, als der Statthalter von Chorasan Nasr ibn Saiyār (737–748) die Türken endgültig besiegen konnte. Nach seinem Tod begann unter Abū Muslim 748 ein Aufstand im östlichen Iran, der zum Sturz der Umayyaden und zur Begründung der Dynastie der Abbasiden beitrug.
→ Siehe auch: Liste der Herrscher der Umayyaden

### Abbasiden (749 bis 857)
Nachdem die Dynastie der Umayyaden unter Mitwirkung des Aufstandes von Abū Muslim in Chorasan gestürzt worden war, erlangten die Perser unter den nun an die Macht gekommenen Abbasiden erheblichen Einfluss in der Reichsverwaltung und im Heer des Kalifats. Auch der persische Kultureinfluss wurde verstärkt, besonders nachdem die Hauptstadt des Kalifats nach Bagdad im Irak verlegt worden war. Nachdem unter Hārūn ar-Raschīd ein Aufstand der Charidschiten in Sistan 809 niedergeschlagen worden war, teilte dieser vor seinem Tod die Herrschaft im Reich unter seinen Söhnen, wobei al-Amīn als Kalif in Bagdad und al-Ma’mūn in Chorasan regieren sollte.
Schon 810 brach aber der Bürgerkrieg aus, bei dem al-Amīn von al-Ma’mūn mit Hilfe des Generals Tahir geschlagen und gestürzt wurde. Zur Belohnung wurde Tahir 821 zum Statthalter in Chorasan und Transoxanien ernannt, womit die Abbasiden faktisch die Kontrolle über das östliche Iran verloren.
Zwar wurde noch der westliche Teil Irans von den Abbasiden kontrolliert, doch gewannen seit der Mitte des 9. Jahrhunderts auch dort lokale Dynastien an Macht oder wurde der Einfluss des Kalifen durch Aufstände eingeschränkt. Ein solcher Aufstand war etwa die Revolte von Bābak in Aserbaidschan und Westiran von 816 bis 837. Außerdem gewannen die Schiiten zunehmend Verbreitung in Iran. Nach einer langen Phase des Niedergangs des noch bis 1258 bestehenden Kalifats der Abbasiden wurde deren politische Macht durch die schiitischen Buyiden 945 endgültig beseitigt. Damit ging auch der letzte unmittelbare Einfluss der Abbasiden über Iran verloren.

### Lokaldynastien (681 bis 1191)

#### Tahiriden (820–872)
Der persische General Tahir wurde 821 vom Kalifen al-Ma’mūn zum Statthalter Chorasans und Ostirans gemacht, zeigte umgehend Unabhängigkeitsbestrebungen und wurde vergiftet. Seine Familie, die Tahiriden hatten bis zu ihrem Sturz durch Yaqub ibn Laith 873 eine Machtfülle inne, die der des Kalifen gleichkam, stellten dessen Autorität aber nicht mehr in Frage.

#### Saffariden (867–1221 und später)
Im Südosten des damaligen Irans, in Sistan vereinigte der Kupferschmied Yaqub ibn Laith (alias as-Saffar) ab 861 die unzufriedene Bevölkerung und beseitigte verschiedene lokale Machthaber. Nach der Eroberung von Chorasan, Kerman und Fars erfolgte 876 sogar ein gescheiterter Angriff auf Bagdad. Sein Bruder und Nachfolger Amr ibn Laith wurde 900 von den Samaniden besiegt, woraufhin die Saffaridenherrschaft zusammenbrach und wieder auf Sistan beschränkt wurde.

#### Samaniden (874–999)
Bereits unter den Tahiriden waren die Samaniden aus Chorasan um 864 zu Gouverneuren von Westturkestan und dem Gebiet des heutigen Afghanistan aufgestiegen, die bis zur Dynastiegründung und Krönung reichte, sich jedoch um 1005 den aufkommenden Ghaznawiden beugen musste. Die Samaniden gelten als Anfang der tadschikischen Nation. Die Dichter Rudaki (859–941), Daqīqī, Baba Taher (ca. 944–1019) und der Arzt, Philosoph und Wissenschaftler Avicenna (980–1037) lebten in dieser Zeit.
Firdausi sagte über die Samaniden: „Wo sind hin all die großen Sassaniden?“ [Antwort:] „Von den Bahramiden (Bahram V.) zu den Samaniden.“

#### Buyiden (934 bis 1055)
Die Buyiden/Bujiden waren eine schiitische Dynastie in Persien, die aus Dailam (930–1062) im Norden des heutigen Iran stammt. Die Dynastie wurde von Abu Shudja Buyahn († 932) begründet, der seinen Aufstieg als Militärführer unter den Samaniden und Ziyariden begann. Ali Imad ad-Daula (932–949) eroberte 932 die zentralpersische Provinz Fars und begründete die Buyiden-Linie von Fars, die bis 1055 regierte. Hasan Rukn ad-Daula (932–949) setzte seine Herrschaft in anderen Teilen Persiens (Rey, Hamadan und Isfahan) durch. Die von ihm begründete Linie regierte bis 1023. Die von Ahmad Muizz ad-Daula (932–967) begründete Linie im heutigen Irak, Kerman und Chusistan bestand bis 1012 und errang die größte Bedeutung. 945 nahm er Bagdad ein und fungierte fortan als Schutzherr des abbasidischen Kalifen, dessen Funktion auf eine rein religiöse Rolle beschränkt wurde.

## Aufstieg der zentralasiatischen Nomaden

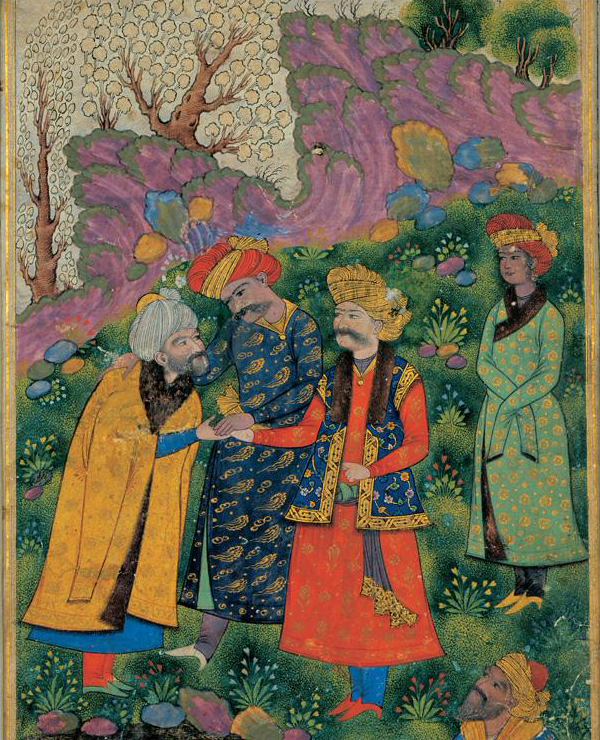
Mahmud (von Ghazni) (997–1030) und Ayaz; rechts: Schah Abbas I. (1588–1629), Teheran, Museum Zeitgenössischer Kunst

Beginnend mit dem 11. Jahrhundert wanderten verschiedene aus Angehörigen der Turkvölker bestehende Nomadenverbände auf das Territorium des heutigen Iran ein und begründeten verschiedene kurzlebige Reiche, wobei sie sich als Sunniten vom Abbassiden-Kalifen in Bagdad bestätigen ließen. Zu diesen Herrscherhäusern gehören die Ghaznawiden und die Seldschuken. Sie förderten Kunst, Kultur, Medizin und Wissenschaften: die Arbeiten der bedeutenden Dichter Omar Chayyām, Rumi und Ferdosi fallen in diese Epoche.

### Ghaznawiden (auch Gasnawiden; 977 bis 1191)
Nachdem der turkstämmige General Alp-Tigin 962 nach einem gescheiterten Putsch ins Samanidische Grenzgebiet nach Gazni geflüchtet war, übernahm er die Provinz von der Lawiken-Dynastie. Dessen Sklave und späterer Schwiegersohn Sebüktigin (977–997) gründete die Dynastie, die zu unter Tigins Sohn Mahmud von Ghazni (998–1030) ihren Höhepunkt erlebte. Unter ständigen Auseinandersetzungen mit den zentralasiatischen Karachaniden dehnte dieser das Reich im Westen bis ins historische persische Kernland Dschibāl, im Osten ins Indusbecken und den Punjab, im Norden nach Transoxanien und im Süden bis zum Arabischen Meer aus. Sein Sohn Masud I von Gazni (1030–1040) konnte zwar Erfolge gegen verschiedene Hindu-Rajas sowie gegen die Buyiden im Westen erreichen, verlor aber in Etappen die wichtige nordpersische Provinz Chorasan an die Seldschuken. Nach dessen Ermordung durch seine Soldaten waren die Ghaznawiden trotz gelegentlicher Vorstöße in alte Herrschaftsgebiete auf ihr Kernland im heutigen Afghanistan und Pakistan beschränkt.
Die Ghaznawiden können als Beginn einer über 800-jährigen Herrschaft von Dynastien nicht-iranischer Herkunft betrachtet werden.

### Seldschuken (1038 bis 1186)

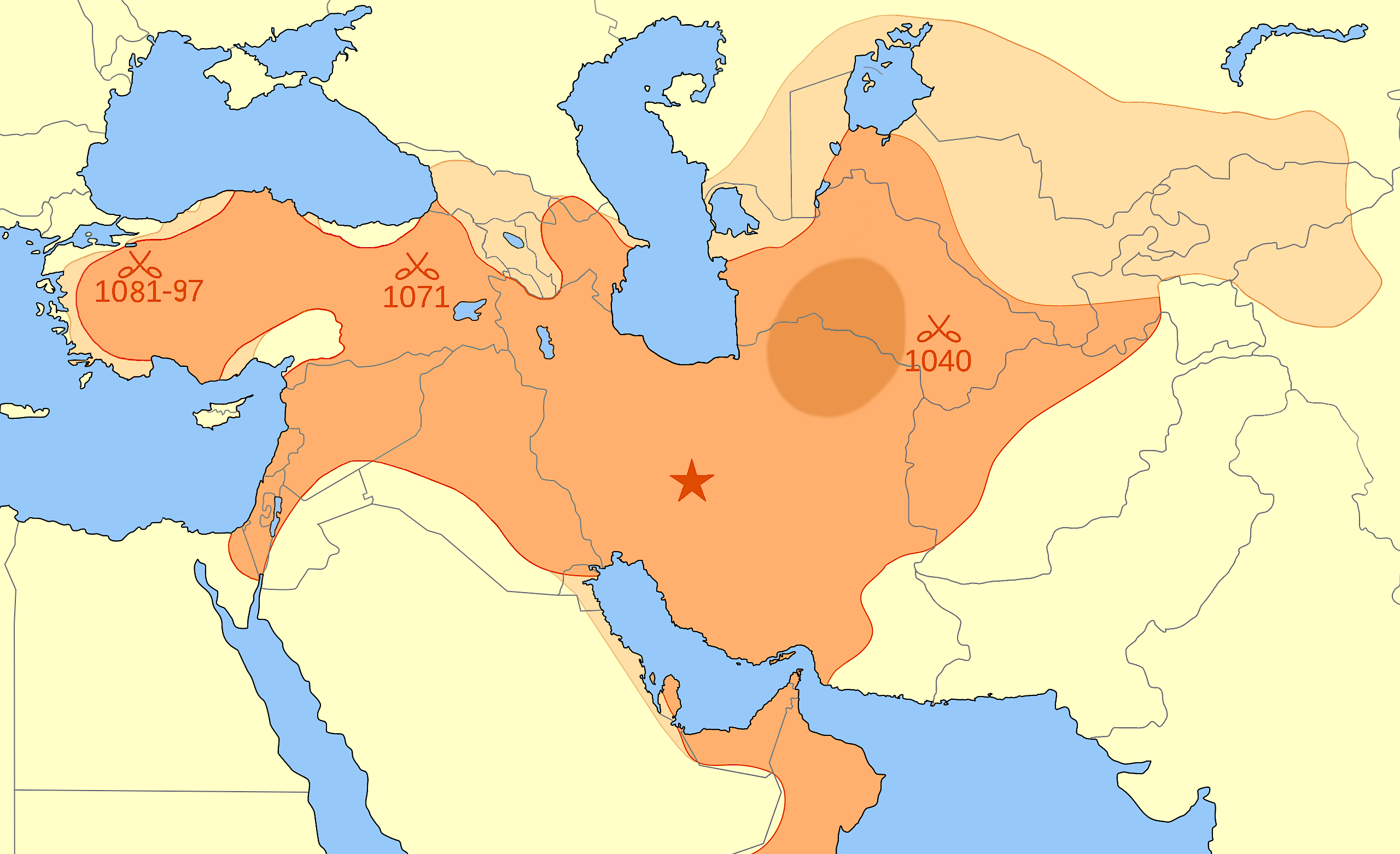
Großseldschukenreich beim Tode Malik Shahs

Die Seldschuken waren eine oghusische turkstämmige Herrscherdynastie, die von der Mitte des 11. bis zur Mitte des 12. Jahrhunderts in Alleinherrschaft oder gemeinschaftlich große Teile des nahen und mittleren Ostens beherrschte. Die Söhne des Dynastiegründers Seldschuk waren in Chorasan zur Herrschaft gekommen, deren Nachkommen Toghril († 1063) und sein Bruder Tschaghri Beg († 1060) nach dem Sieg in der Schlacht von Dandanqan (1040) weite Gebiete im Westen bis nach Anatolien und Bagdad, wo sie die Herrschaft der Buyiden beendeten, im Norden und Osten ehemals ghaznawidische Gebiete bis Choresmien und Sistan eroberten. Unter Tschaghri Begs Sohn Alp Arslan (1063–1072) erreichte das Reich seine größte Ausdehnung, der 1071 in der Schlacht bei Manzikert das Byzantinische Reich besiegte und damit die türkische Besiedlung Anatoliens einleitete. Unter dessen Nachfolger Malik Şâh (1072–1092) und dem persischen Wesir Nizām al-Mulk erlebte das Reich seinen kulturellen Höhepunkt. Nach dem Tode Maliks und der Ermordung Nezams zerbrach das Sultanat in die Rum-Seldschuken in Anatolien, deren Herrschaft bis zur mongolischen Eroberung (1243) andauerte, und Choresm im Osten, das unter Sultan Sandschars (1118–1157) bis zu dessen Niederlage gegen die mongolischstämmigen Kara Kitai im Jahr 1141 noch eine späte Blüte erlebte.
Nachdem die Seldschuken-Dynastie ihren Zenit überschritten hatte, zerfiel Iran wieder in mehrere lokale Reiche; es kam zu schweren innerschiitischen Kämpfen zwischen den Ismailiten und den Zwölferschiiten.

### Mongolen
Die Mongolen eroberten und verwüsteten Iran ab 1219, nahmen das Land aber nur teilweise in Besitz. Ihr Khan Hülegü begründete um 1256 eine eigene Dynastie, deren Herrscher unter der Bezeichnung Ilchane (1256–1335) noch bis 1335 für politische Stabilität sorgten. Parallel dazu bestanden mehrere Lokaldynastien als Vasallen der Ilchane weiter. Die Herrschaft der Ilchane war in ökonomischer Hinsicht eher schwach und auch zeitweise instabil, aber in kultureller Hinsicht nicht unbedeutend. So zum Beispiel wurde unter dem Ilchan Öldscheitü um 1310 erstmals der schiitische Islam zur Staatsreligion.

### Timuriden (1370 bis 1507)
Der turkomongolische Eroberer Timur beseitigte in den 1380er und 1390er Jahren die verschiedenen Lokaldynastien (Muzaffariden, Sarbedaran und andere), die nach dem Zerfall des Ilchanats die Macht in Iran übernommen hatten. Sein Nachfolger Schāh Ruch machte Herat zur politischen und kulturellen Hauptstadt Persiens, in der die Timuriden noch bis 1507 regierten. Während unter ihrer Regierung besonders der Osten Irans eine Blütezeit erfährt, setzten sich in den westlichen Landesteilen die Turkmenen (Qara Qoyunlu, Aq Qoyunlu) durch. Diese herrschten bis zu ihrer Ablösung durch die Safawiden 1501 in Täbriz.

## Die frühe Neuzeit
Siehe auch: Geschichte der Schia

### Safawiden (1501 bis 1722)
Liste der Safawiden-Herrscher

1502–1524 Ismail I.

1524–1576 Tahmasp I.

1576–1578 Ismail II.

1578–1587 Mohammad Chodābande

1587–1629 Abbas I.

1629–1642 Safi I.

1642–1667 Abbas II.

1667–1694 Safi II.

1694–1722 Sultan Hosein

1723–1732 Tahmasp II.

1732–1736 Abbas III.

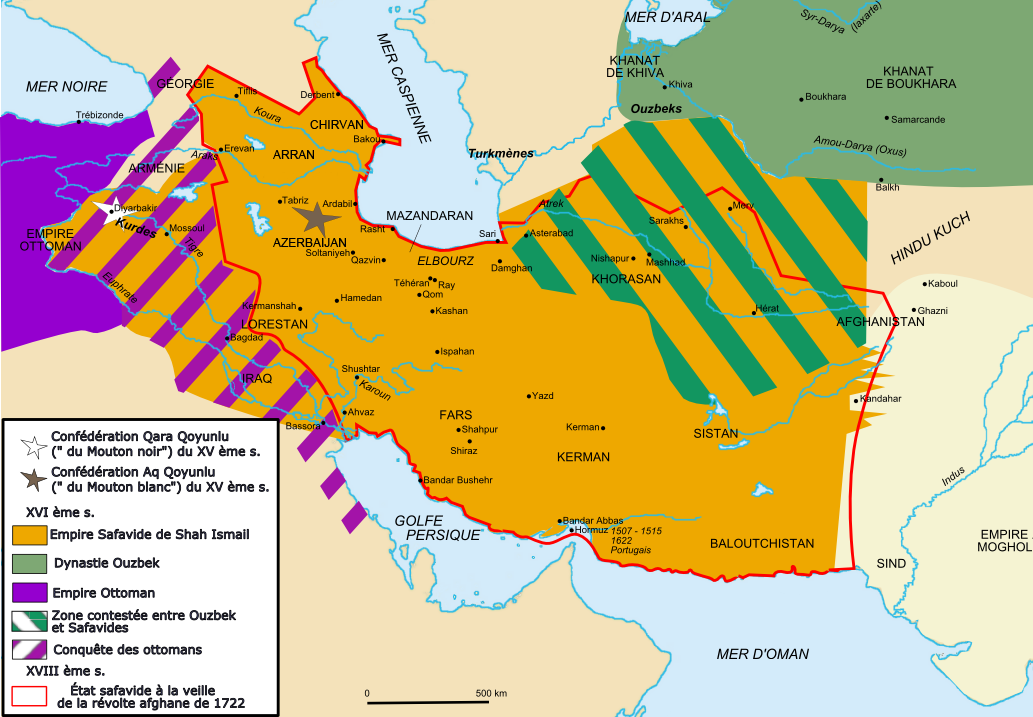
Reich der Safawiden mit Gebietsverlusten an Osmanen und Ghilzai

Um 1501 stürzte der schiitische Safi-Orden („Safawiyya“), der sich von dem Scheich Safi ad-Din Ardabili herleitete, die Turkmenen-Dynastie der Aq Qoyunlu und übernahm die Herrschaft in Iran. Der schiitische Islam wurde infolgedessen zur Staatsreligion. Die Safawiden-Schahs stützten sich auf Turkmenen und Perser gleichermaßen und erreichten (trotz anfänglicher religiöser Unduldsamkeit) politische Stabilität und eine große kulturelle und auch wirtschaftliche Blütezeit.
Das Reich der Safawiden stand in ständigem Konflikt mit dem osmanischen Reich, das im 16. Jahrhundert im Zenit seiner Macht stand. Der heutige Irak mit seinen für die Schiiten heiligen Schreinen schied im Zuge dieses Konfliktes für immer aus dem iranischen Territorium aus. In diese Zeit fällt auch die Intensivierung der diplomatischen Kontakte mit europäischen Ländern und der Beginn des Seehandels mit Europa am persischen Golf. Den Höhepunkt der Macht erreichten die Safawiden unter Schah Abbas I., der die ihrem jeweiligen Stamm verbundenen Kizilbasch durch eine nur dem Schah treue Armee ersetzte und die Stadt Isfahan zu seiner glanzvollen Residenz machte. Zum Niedergang der Safawiden trug bei, dass das Heer große Ressourcen verschlang, dass die Nachfolger von Abbas I. größtenteils wenig fähig waren und dass die sunnitische Minderheit verfolgt wurde. Die schiitischen Gelehrten gewannen unter den im Niedergang befindlichen Safawiden deutlich an Macht und begannen, eine Oppositionsrolle zum Königtum einzunehmen.
Anfang des 18. Jahrhunderts befand sich die Dynastie im Niedergang. Dies nutzten die afghanischen Ghilzai 1709 zu einem ersten Aufstand gegen die persische Oberhoheit. Sie nahmen Kandahar ein und errichteten einen eigenen Staat. Ein Versuch der Safawiden, die Stadt durch eine Belagerung 1711 zurückzuerobern, scheiterte. Daraufhin schlossen sich 1717 auch die Abdālī um die Stadt Herat dem Aufstand an. Im Jahr 1719 scheiterte der Vorstoß einer 30.000 Mann starken persischen Armee gegen Herat. Nunmehr gingen die Aufständischen ihrerseits in die Offensive. Die Ghilzai formierten 1721 eine Armee, eroberten Kerman und Schiras und marschierten auf die persische Hauptstadt Isfahan zu. Im folgenden Jahr kam es nach dem afghanischen Sieg in der Schlacht bei Gulnabad (8. März 1722) zur sechsmonatigen Belagerung von Isfahan, die im Oktober 1722 mit der Kapitulation der Perser endete. Schah Sultan Hosein war gezwungen am 23. Oktober 1722 zugunsten des Ghilzai-Anführers Mir Mahmud Hotaki auf den Thron zu verzichten. Damit endete die Dynastie der Safawiden.

### Einfall der Afghanen (1722 bis 1736)

Nader Schah (1736–1746), hier: um 1750

Die neue Herrschaft stand vor dem Problem, dass das ganze Land durch die Aufstände destabilisiert worden war. So musste Mahmud zunächst gegen die Abdālī ziehen, und schon im November 1722 ernannte sich der Sohn des alten Herrschers Tahmasp II. zum neuen Schah und versuchte die Regierung seines Vaters zu erneuern. Bereits im Januar 1723 erlitt Mahmud eine erste Niederlage im Kampf um die Stadt Qazvin. Gleichzeitig weckte die Schwäche des Persischen Reiches die Begehrlichkeiten seiner Nachbarn. So marschierte 1722/23 eine russische Armee (→ Russisch-Persischer Krieg (1722–1723)) entlang der Küste des Kaspischen Meeres ein, eroberte Derbent und Baku und schloss mit Tahmasp II. den Frieden von Sankt Petersburg. In diesem trat Tahmasp II. am 12. September 1723 die Provinzen Schirwan, Gilan, Mazandaran und Gorgan an Russland ab. Gleichzeitig versuchte das Osmanische Reich, einen zu großen Machtgewinn Russlands zu konterkarieren und zudem Gebietsverluste in Europa (→ Friede von Passarowitz) zu kompensieren. Sie besetzten 1723/24 große Teile Georgiens und Aserbaidschans bis zur Stadt Hamadan. Im Vertrag von Konstantinopel (12. Juni 1724) wurde unter englischer Vermittlung zwischen dem Osmanischen Reich und Russland die Interessensphäre abgegrenzt. Die Osmanen bestätigten die russischen Gebietsgewinne und erhielten dafür die Zusage zur Erwerbung von Georgien, Armenien mit Jerewan und großen Teilen Aserbaidschans.
Unter dem Druck der zerfallenden Macht setzte Mahmud auf brutale Methoden, wie dem Mord an persischen Ministern, Adligen und Mitgliedern der ehemaligen safawidischen Herrscherfamilie. Damit verärgerte er auch eigene Anhänger. In einem Putsch gelangte 1725 Aschraf Khan an die Macht. Diesem gelang es, die Osmanen 1726 in der Schlacht bei Kermānschāh zu schlagen und im September 1727 mit ihnen einen Friedensvertrag abzuschließen. Auch im Lande gewann die Opposition an Boden. Unter Nāder Qolī aus dem Stamm der Afschariden, dem Gouverneur der Provinz Chorāsān, fand Tahmasp II. einen fähigen militärischen Führer. Diesem gelang es, die Afghanen 1729 in der Schlacht bei Damghan zu besiegen und Tahmasp II. offiziell zum neuen regierenden Schah auszurufen. Aschraf Khan wurde nach seinem Rückzug nach Osten von einem Cousin ermordet. Noch während Nāder im Osten Krieg gegen die Afghanen führte, begann Tahmasp II. im Westen einen desaströsen Feldzug gegen das Osmanische Reich (→ Persisch-Türkischer Krieg (1730–1736)), in welchem wichtige Städte und Gebiete verloren gingen. Im August 1732 setzte Nāder den Schah ab und rief dessen acht Monate alten Sohn als Abbas III. zum neuen Herrscher aus, während er selbst als dessen Regent fungierte. Erst am 8. März 1736 krönte sich der erfolgreiche Feldherr selbst zum neuen Schah.

### Persien unter Nader Schah (1736 bis 1747)
Während der Herrschaft der Afschariden, vor allem nach dem Tod Nader Schahs, wurden die Ostgebiete Persiens von den Afghanen erobert, deren Königreich der Wegbereiter des heutigen Staates Afghanistan wurde. Zur Geschichte dieser Region nach der Eroberung durch die Paschtunen (Afghanen), siehe den Hauptartikel Geschichte Afghanistans.

### Zerfall des Afschariden-Reiches (1747 bis 1796)
Nach dem Tod Nāder Schahs erklärte sich zunächst dessen Neffe zum Adil Schah und ließ sofort alle Söhne und Enkel Nāder Schahs als potentielle Konkurrenten töten. Lediglich der erst 14-jährige Enkel Schah Ruch blieb am Leben. Einer der Anführer der Armee Nāder Schahs, Ahmad Schah Abdālī, brachte unterdessen den Osten des Reiches unter seine Kontrolle und gründete dort das Durrani-Reich. Ein anderer Mitbewerber um die Macht erwuchs in Ebrāhim Schah Afschār, dem Bruder Adil Schahs. Im Juni 1748 siegte Ebrāhīm zunächst militärisch und ernannte sich am 8. Dezember 1748 in Täbris zum neuen Schah. Allerdings hatten inzwischen Anhänger Nāder Schahs in Maschhad Schah Ruch gekrönt. Nachdem dieser 1749 Ebrāhīm besiegt hatte, wurde er selbst durch Sulaiman II., einen Abkömmling der alten Safawiden-Dynastie, gestürzt. Erst ein Jahr darauf verhalfen ihm einige Anhänger wieder zur Herrschaft über die Region Chorasan. Westlich davon brachten die Kadscharen die Region Mazandaran unter ihre Kontrolle. In dieser Zeit ergriffen in Zentral- und Südpersien einige ehemalige Heerführer Nāder Schahs die Initiative, von denen sich bis 1760 Karim Khan-e Zand als Begründer der Zand-Dynastie durchsetzte. Sie setzten 1750 mit Ismail III. einen anderen Vertreter der Safawiden in Isfahan auf den Thron, der jedoch nur als Marionette fungierte. Als auch hier die Kämpfe beendet waren, begann eine kurze Periode des Wiederaufbaus, des Handels und der kulturellen Blüte.
Mit dem Tod Karim Khans kam es allerdings 1779 erneut zum Ausbruch eines Bürgerkrieges unter seinen Erben. Bis 1789 setzte sich schließlich Lotf Ali Khan durch. Allerdings wurde er nun in einen Krieg mit dem Kadscharen Aga Mohammed Khan verwickelt. Über Jahre wog der Kampf unentschieden hin und her bis Lotf Ali Khan die Stadt Kerman eroberte. Dort wurde er 1794 von seinem Gegner sechs Monate lang belagert und nach dem Fall der Festung hingerichtet. Aga Mohammed Khan ließ ein Massaker unter der Bevölkerung Kermans anrichten. Im Jahr 1796 zog er schließlich gegen Chorasan und eroberte es; Schah Ruch wurde getötet. Nun konnte sich Aga Mohammed Khan zum neuen Schah ausrufen, der bis auf das Durrani-Reich ganz Persien wieder vereint hatte.

### Zand-Fürsten
Zum ersten Mal nach 850 Jahren mongolischer und türkischer Herrschaft war wieder nachweislich ein iranischstämmiger Herrscher auf dem Thron. Allerdings trug er nicht den Titel des Schahs, sondern nur den eines Reichverwalters (Wesir) bzw. Vizekönigs (Wakil). Vielen Quellen zufolge war der Gründer dieser kurzen Dynastie (1750–1794) Karim Khan Zand ein Lure gewesen.

## Persien unter der Kadscharen-Dynastie (1789–1925)

### Aufstieg und Herrschaft der Kadscharen

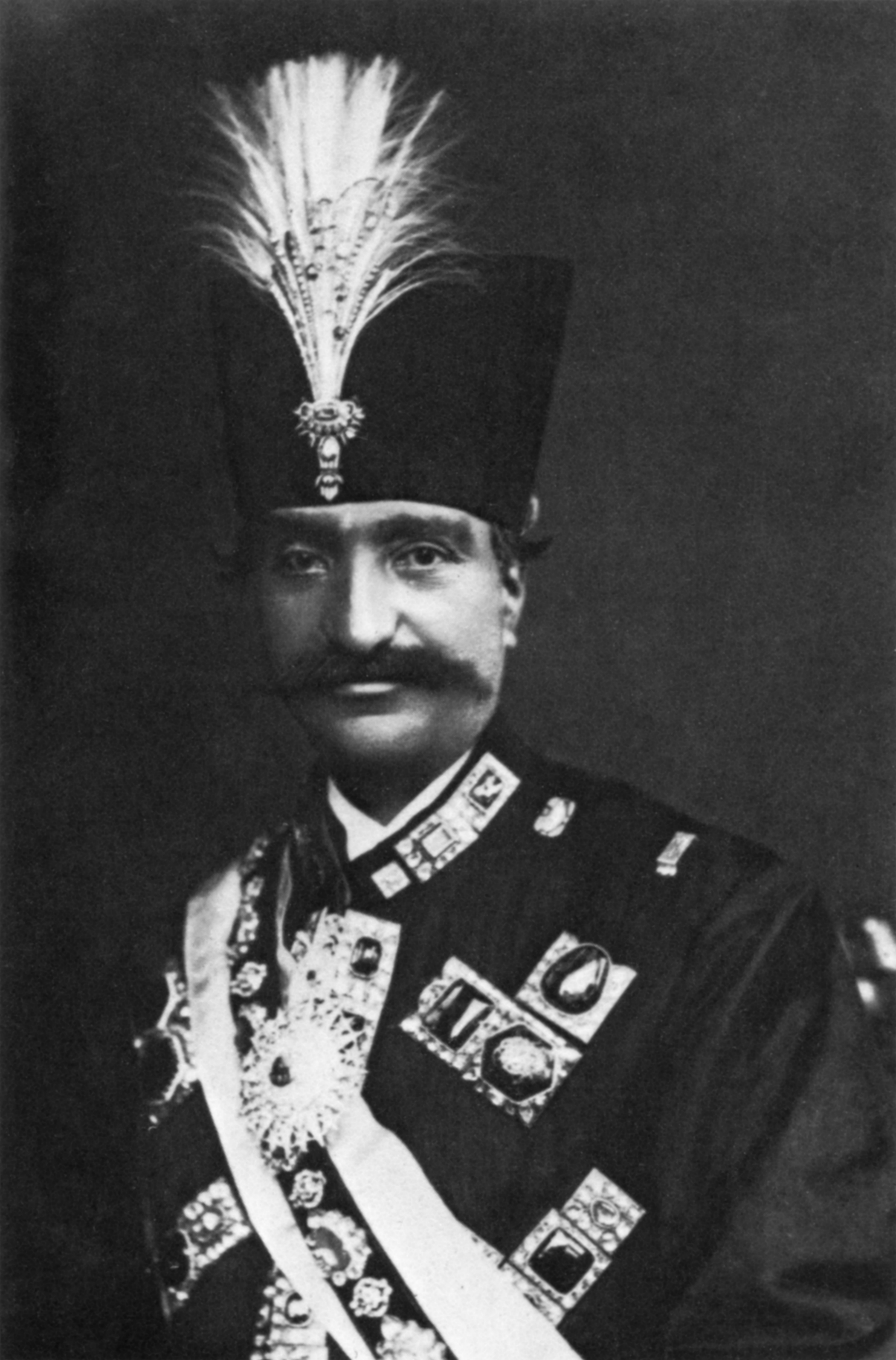
Nāser ad-Din Schāh (1848–1896), vermutlich im Juli 1873 (fotografiert von Nadar)

Der Stamm der Kadscharen war von Abbas I. ursprünglich zu Grenzsicherungszwecken angesiedelt worden. Sie eroberten zunächst Nordiran und stürzten dann die Zand, deren männliche Angehörige bis 1789 allesamt ums Leben gekommen waren. Damit hatten sich die Kadscharen in Persien durchgesetzt. Ihr Anführer Agha Mohamed wurde 1796 zum Schah gekrönt; eine religiöse Legitimierung ihrer Macht erreichten die Kadscharen im Unterschied zu ihrer Vorgängerdynastie jedoch nicht. Auch das Ziel, ihr Reich auf die Grenzen des Safawidenreiches auszudehnen, verfehlten sie. Bereits zu Beginn der Kadscharenzeit begann die Auseinandersetzung mit Russland und Großbritannien. Die Niederlagen gegen Russland in den vier Russisch-Persischen Kriegen führten zum Verlust Georgiens (1801), Armeniens und Aserbaidschans. Zudem bekam Russland ein Mitspracherecht in der iranischen Thronfolgeregelung. 1856/57 kam es zum Britisch-Persischen Krieg wegen eines Angriffs auf Herat. Großbritannien erreichte schließlich im Frieden von Paris 1857, dass Persien die Unabhängigkeit Afghanistans anerkennen und Herat an den neuen Staat abtreten musste. Parallel zu diesen außenpolitischen Konflikten kam es 1849 und 1850 unter der Regentschaft von Nāser ad-Din Schāh zu religiösen Aufständen von Anhängern des Babismus. Ihr Führer Sayyid Ali Muhammad al-Bab (Der Bāb) wurde im Juli 1850 öffentlich hingerichtet.
Angesichts dieser vielfältigen Bedrohungen wurden erste Versuche unternommen, den iranischen Staat und sein Militär zu reformieren (defensive Modernisierung). Diese Initiativen, die auf Minister oder Prinzen zurückgingen, waren aber wegen Geldmangels und des Widerstandes konservativer Würdenträger oder des Schahs selbst nicht erfolgreich. Immerhin wurde Dar al-Fonun, die erste höhere Bildungseinrichtung des Landes, gegründet, und es wurden moderne Lehrbücher ins Persische übersetzt. Versuche des islamischen Rechtsgelehrten Dschamal ad-Din al-Afghani, Nāser ad-Din Schāh zu Reformen zu bewegen, fruchteten nicht.

### Die konstitutionelle Revolution
Der Umstand, dass die Regierung des Schahs kaum fähig war, Steuern einzutreiben, öffnete die Tür für die ökonomische Einflussnahme europäischer Staaten. Dies geschah vor allem durch die Vergabe von Konzessionen, die Ausländern gegen Zahlung geringer Abgaben Teile der Wirtschaft überließ, so etwa ab den 1860er Jahren der Aufbau des Telegraphennetzes, Fischereirechte, der Betrieb von Banken oder Erdölexplorationen. Der Höhepunkt dieser Entwicklung wurde mit dem Tabakmonopol für ein britisches Konsortium erreicht, das zu einem vollständigen Tabakboykott und dadurch schließlich zur Rücknahme der Konzession führte – die erste erfolgreiche Bewegung von Händlern, Geistlichen und Intellektuellen gegen die Herrschenden. Die Geistlichkeit konnte sich in diesem Umfeld als Wahrer der nationalen Interessen profilieren und entwickelte unter Einfluss Intellektueller wie Dschamal ad-Din al-Afghani einen kämpferischen Islam. Als der Schah 1905 angesichts eines Staatsbankrottes weitere Zugeständnisse an Russland machen wollte, kam es zu monatelangen Unruhen und der sogenannten konstitutionellen Revolution, als deren Resultat Iran sein erstes Parlament erhielt. Es verabschiedete am 5. August 1906 die erste Verfassung, die 1907 umfassend erweitert wurde. Sie sah die Volkssouveränität, Grundrechte und eine Gewaltenteilung nach westlichem Vorbild, aber auch die Vereinbarkeit aller Gesetze mit der Scharia und ein Kontrollgremium aus fünf Geistlichen vor. Diese Verfassung blieb auf dem Papier bis 1979 in Kraft. Somit beendete die konstitutionelle Revolution die absolute Monarchie in Iran.

### Niedergang der Kadscharen-Monarchie
Die neue Staatsform der konstitutionellen Monarchie überdauerte zunächst nur 15 Jahre, sie neigte mehr und mehr zu Chaos und Zerfall und brachte insgesamt dem Land weder Stabilität noch Fortschritt. Bereits 1908 putschte Mohammed Ali Schah und ließ das Parlament beschießen; zahlreiche Abgeordnete wurden verhaftet und einige hingerichtet. Der ein Jahr dauernde Bürgerkrieg führte zum Rücktritt Mohammad Alis. Die Nachfolge auf dem Thron trat der zunächst durch einen Regenten vertretenen Ahmad Schah an. Russland und Großbritannien hatten das Land untereinander in Einflusszonen aufgeteilt und nötigten den Schah, den zur Lösung der chronischen Finanznot angestellten amerikanischen Experten Morgan Shuster zu entlassen. Während des Ersten Weltkrieges (1914–1918) wurden auf iranischem Territorium trotz Neutralitätserklärung heftige Kämpfe zwischen Russland, Großbritannien und dem osmanischen Reich ausgetragen. Nach der Oktoberrevolution zog sich die russische Armee zurück. Britische Pläne, aus Iran ein britisches Protektorat zu machen, scheiterten jedoch. Gegen Ende der Kadscharen-Dynastie beschränkte sich die Macht des Schahs auf die Hauptstadt. Die Streitkräfte bestanden lediglich aus einer Kosakenbrigade, kommandiert von russischen Offizieren, einer paramilitärischen Gendarmerie, und leichtbewaffneten Kämpfern der Nomaden. Der Staat hatte keinerlei Organisation, seine Macht durchzusetzen, und war von Großgrundbesitzern, Stammesführern und Geistlichen abhängig. Zwischen 1914 und 1919 starben, nachdem es zu Ernteausfällen gekommen war und Großbritannien einen Großteil der Ernte konfisziert hatte, 40 Prozent der iranischen Bevölkerung (8–10 Millionen Menschen), zwischen 1917 und 1921 starben in Iran zwei Millionen Menschen, ein Viertel der Landbevölkerung, durch Krieg und darauf folgende Seuchen und Hungersnöte. Im Norden Persiens kam es 1920 zur Gründung der kurzlebigen Sozialistischen Sowjetrepublik Iran.

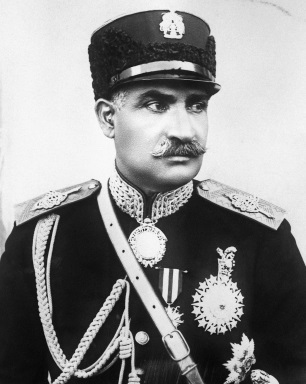
Reza Schah Pahlavi, 1923

Vor dem Hintergrund eines drohenden staatlichen Zerfalls putschte die Kosakenbrigade unter Reza Khan und zwang Premierminister Fathollah Akbar Sepahdar zum Rücktritt. Reza Khan wurde zunächst Oberkommandierender der Kosakenbrigade, dann Kriegsminister unter Seyyed Zia al Din Tabatabai und später Ahmad Qavām als Premierminister. In dieser Funktion reformierte er das iranische Militär und ging gewaltsam gegen mehrere Bewegungen mit Tendenzen zur Abspaltung vor wie in Täbris, Maschhad, die Sowjetische Sozialistische Republik Iran von Mirza Kutschak Khan, die Bachtiaren und Qaschqai. Gestärkt durch diese Erfolge wurde Reza Khan im Jahre 1923 Premierminister. Bestrebungen, in Analogie zur Ausrufung der türkischen Republik aus Iran eine Republik mit Reza Khan als erstem Präsidenten zu machen, scheiterten am Widerstand der Geistlichkeit. Am 29. Oktober 1925 trat das iranische Parlament zusammen und beschloss am 31. Oktober 1925 die Absetzung der Kadscharendynastie. Am 12. Dezember 1925 beschloss das Parlament, Reza Khan zum Schah zu erheben. Drei Tage danach legte er den Amtseid ab und wurde neuer Herrscher in Iran.

## Kaiserreich Iran (1925–1979)

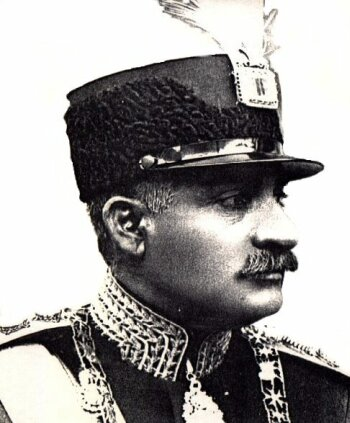
Reza Schah Pahlavi (1926–1941)

Reza Khan nannte sich nun Reza Schah Pahlavi und regierte bis 1941. Ihm folgte sein Sohn Mohammad Reza Pahlavi am 17. September 1941, der am 16. Januar 1979 Iran verließ.

### Unter Reza Schah Pahlavi
Am 12. Dezember 1925 wurde Reza Khan durch das Parlament zum Schah (Reza Schah Pahlavi) ernannt. Im April 1926 krönte er sich selbst. In den Jahren 1925 bis 1928 wurde das Wirtschafts-, Straf- und Zivilrecht nach europäischen (französischen) Vorbildern unter Wahrung islamischer Elemente umgestaltet. Am 25. April 1926 wurde Reza Khan zum Schah gekrönt, gleich darauf setzt er die allgemeine Wehrpflicht und eine einheitliche Grundsteuer ein. Zwischen 1927 und 1938 wurde die Transiranische Eisenbahn erbaut. Die Nord-Süd-Linie wurde 1929 von der deutschen Firma Berger begonnen. Im Jahr 1927 wurde eine Zentralbank gegründet, die von der britischen Imperial Bank of Persia das Privileg der Notenemission und andere Vorrechte übernahm. Von 1928 bis 1938 entdeckte man im Land große Ölfelder, 1928 wurden neue Zollhandelsabkommen mit vielen Ländern geschlossen. Ein Jahr darauf wurde westliche Kleidung bei Männern vorgeschrieben. 1931 führte der persische Staat ein Außenhandelsmonopol ein. Im Jahr 1932 widerrief Reza Schah die 1901 an William Knox D’Arcy erteilte Konzession.
Ab dem 22. März 1935 wurde die Landesbezeichnung „Persien“ auch in Europa und Amerika durch die im Land selbst gebräuchliche und offizielle Landesbezeichnung „Iran“ ersetzt. Im selben Jahr wurden die Anglo-Iranian Oil Company sowie die Universität in Teheran gegründet. Am 7. Januar 1936 wurde der Schleier (Tschador) für Frauen verboten. Etwas mehr als ein Jahr darauf, am 8. Juli 1937, wurde ein auf fünf Jahre befristeter Grenzvertrag zwischen der Türkei, Irak und Afghanistan abgeschlossen.
Am 24. August 1941 rückten britische und sowjetische Truppen im Rahmen der anglo-sowjetischen Invasion von Norden und Süden in das neutrale Iran ein. Am 10. September wurde ein Waffenstillstand geschlossen. Die neue Regierung akzeptierte die Forderungen Großbritanniens und der Sowjetunion, darunter die Freistellung von Eisenbahn- und Straßenanlagen für den Transport von Kriegsmaterial an die Sowjetunion. Sechs Tage später, am 16. September, musste Reza Schah Pahlavi auf Druck der Alliierten zu Gunsten seines Sohnes Mohammad Reza Pahlavi (1919–1980) abdanken. Sein erstes Exil war Mauritius, danach Südafrika, Länder, die unter britischer Verwaltung standen. Am 29. Januar 1942 wurde ein Abkommen zwischen Großbritannien, der Sowjetunion und Iran geschlossen. Unter Artikel 5 wurde festgelegt, dass alle alliierten Truppen spätestens sechs Monate nach Kriegsende Iran verlassen müssen. Etwas mehr als ein Jahr später, am 8. April 1943, schloss Iran mit den Vereinigten Staaten ein Handelsabkommen, das den US-amerikanischen Zoll auf persische Teppiche und andere iranische Produkte gegen Konzessionen herabsetzte. Am 9. September 1943 erklärte Iran den Achsenmächten den Krieg.
Der ehemalige Schah, Reza Schah Pahlavi, starb am 26. Juli 1944 in Johannesburg.

### Unter Mohammad Reza Pahlavi

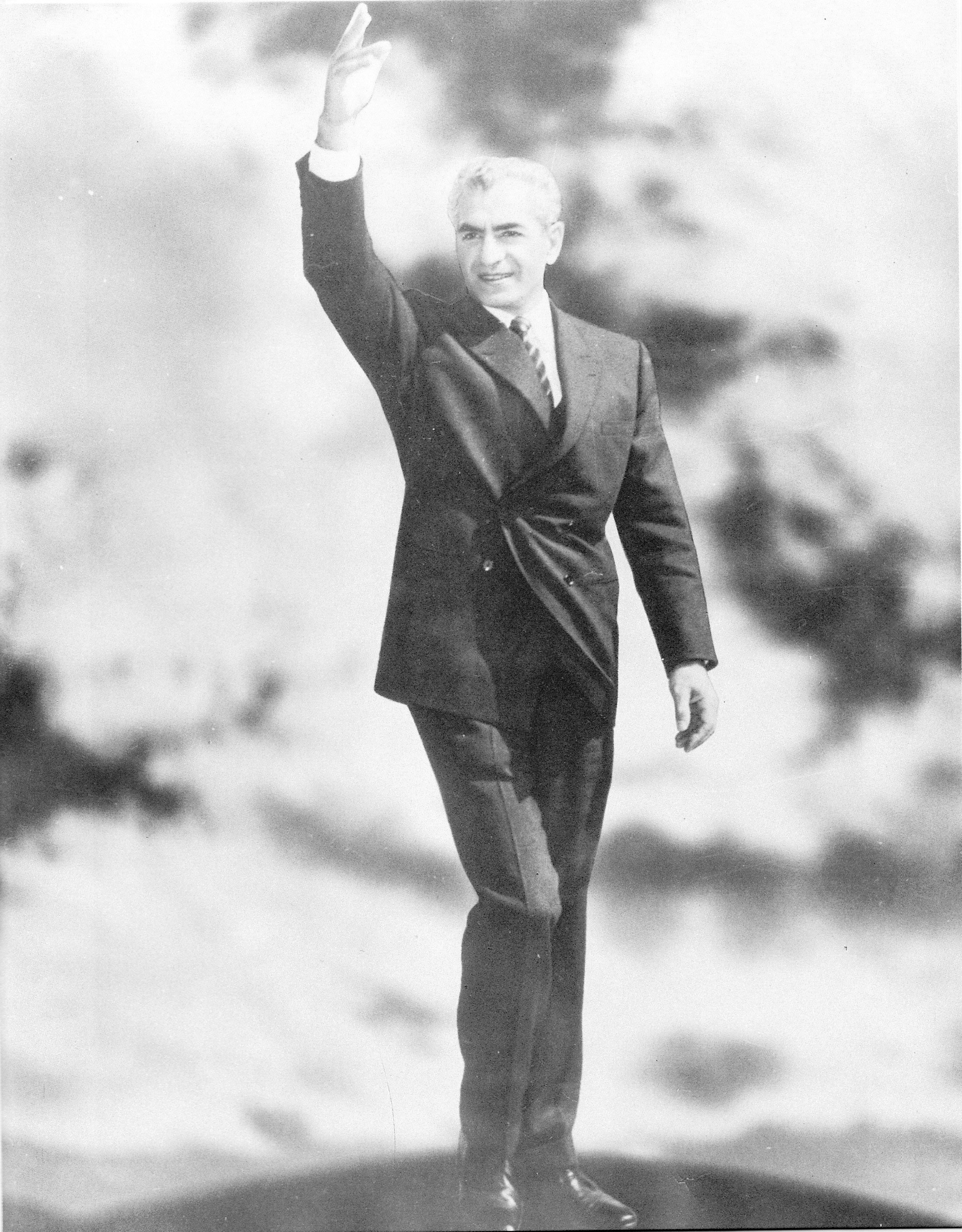
Schah Mohammad Reza Pahlavi (1963)

Als Mohammad Reza Pahlavi 1941 den Thron von seinem Vater Reza Pahlavi übernahm, war Iran einige Wochen zuvor von britischen und sowjetischen Truppen besetzt worden. Die britischen Besatzungstruppen verließen nach Ende des Zweiten Weltkriegs am 1. März 1946 das Land. Die sowjetischen Truppen blieben, anders als im Dreimächteabkommen vom 29. Januar 1942 dem Schah zugesichert worden war. Am 22. Januar 1946 wurde die von der Sowjetunion unterstützte Republik Kurdistan in Mahabad im Westen des Landes von Qazi Mohammed auf dem Chahar-Cheragh-Platz ausgerufen. Er wurde dadurch Präsident des ersten kurdischen Staates der Neuzeit. Während der Besatzung begannen auch aserbaidschanische Separatisten im Norden des Landes und pro-britische Stämme im Süden sich aus dem Staatsverband zu lösen. Auf massiven Druck – US-Präsident Harry S. Truman drohte Josef Stalin mit dem Einsatz von Atombomben („Irankrise“) – verließ am 6. Mai 1946 auch die Rote Armee das Land. Im Herbst gingen iranische Truppen zunächst gegen die Separatisten im Süden vor, dann gegen die im Norden des Landes. Am 16. Dezember 1946 eroberten sie die Republik Mahabad zurück.
Die von Reza Schah eingeleitete Industrialisierung machte während des Zweiten Weltkriegs und in den Nachkriegsjahren kaum Fortschritte. Der Staat hatte keine nennenswerten Einnahmen, mit denen er ein Investitionsprogramm hätte bezahlen können. Die einzige Möglichkeit, die Staatseinnahmen zu erhöhen, bestand in besseren Konditionen beim Verkauf von Erdöl. Eine breite politische Diskussion über die mögliche Verstaatlichung der in britischer Hand liegenden iranischen Ölindustrie begann. Am 4. Februar 1949 überlebte der Schah ein Attentat. Die 1941 unter dem Einfluss der sowjetischen Besatzung entstandene und sich innerhalb eines Jahres zur größten Partei des Landes entwickelte kommunistische Tudeh-Partei, deren Anhängern das Attentat zur Last gelegt wurde, wurde daraufhin verboten. Die Führungskader wurden zum Tode verurteilt, flohen aber in die Sowjetunion.
Am 7. März 1951 erschossen Mitglieder der islamistischen Fedāʾiyān-e Eslām Premierminister Ali Razmara beim Besuch einer Moschee. Hossein Ala wurde am 12. März 1951 sein Nachfolger; wenige Tage später verabschiedete das iranische Parlament die Verstaatlichung der in britischer Hand befindlichen Anglo-Iranian Oil Company. Großbritannien blockierte daraufhin den Verkauf iranischen Öls, was zu einer politischen Krise, der Abadan-Krise, und in Iran zu einer Wirtschaftskrise führte. Am 28. April 1951 wurde Mohammad Mossadegh vom Schah zum neuen Premierminister ernannt; zwei Tage später verabschiedete das Parlament das Ausführungsgesetz zur Verstaatlichung der Ölindustrie.
Am 16. Juli 1952 trat Mossadegh zurück; nach landesweiten Protesten setzte der Schah ihn eine Woche später wieder ein. Am 16. August 1953 floh der Schah ins Ausland. Drei Tage darauf wurde Mossadegh durch die Armee gestürzt – mit Hilfe der CIA („Operation Ajax“). General Fazlollah Zahedi übernahm die Regierung und am 28. Oktober 1954 wurde ein neuer Vertrag mit einem Konsortium aus 17 Ölkonzernen geschlossen, laut Iran die Hälfte der Gewinne aus der Ölförderung erhielt.
Am 14. September 1960 gründeten fünf ölfördernde Staaten die Organisation erdölexportierender Länder: Iran, Irak (seit Juli 1958 Republik), Kuwait, Saudi-Arabien und Venezuela. Anlass der Gründung waren Preisdiktate der Mineralölkonzerne. In dem Referendum vom 26. Januar 1963 wurde das von Schah Mohammad Reza Pahlavi initiierte Reformprogramm der weißen Revolution zur Modernisierung des Landes bestätigt, das unter anderem eine Bodenreform vorsah. Aktives und passives Frauenwahlrecht wurden im September 1963 eingeführt. Zu dieser Zeit waren tausende US-Soldaten in Iran stationiert, die ab 1964 durch den Schah politische Immunität erhielten.
Im Jahr 1964 wurde Chomeini nach von seinen Anhängern organisierten gewalttätigen Ausschreitungen gegen das Reformprogramm der „Weißen Revolution“ ins Exil in die Türkei verbannt. 1967 wurde das Gesetz zum Schutz der Familie eingeführt. Dieses Gesetz erschwerte die Scheidung für Männer, erleichterte sie für Frauen und gab Frauen die Möglichkeit, nach der Scheidung vom Familiengericht das Sorgerecht für ihre Kinder zugesprochen zu bekommen.
Am 26. Oktober 1967, seinem 48. Geburtstag, fand die Krönungszeremonie von Schah Mohammad Reza Pahlavi und seiner Ehefrau Schahbanu Farah Pahlavi statt.

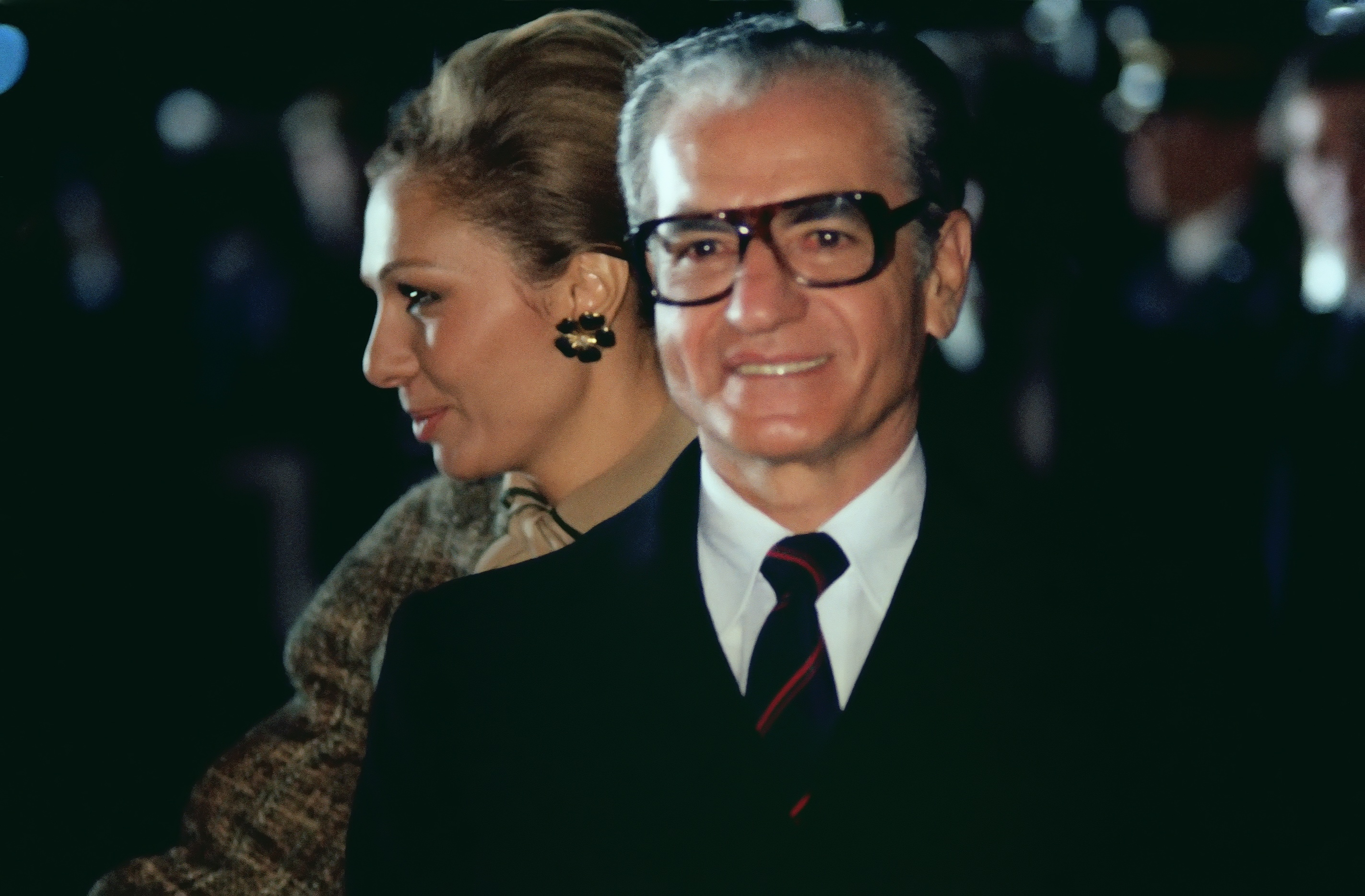
Schah Mohammad Reza Pahlavi (1941–1951; 1953–1979) mit Kaiserin Farah Pahlavi im November 1977

Iran betrieb eine hegemoniale Politik. Die Aufrüstung Irans zur größten Militärmacht der Region geschah zunächst mit US-Krediten, später waren bis zu 41.000 militärische und 20.000 zivile US-Berater in Iran. 1969 kam es zum Konflikt mit dem Irak um die Grenze und Schifffahrt am Schatt al-Arab. Iran kündigte den Vertrag von 1937. Ein Jahr später unternahmen bewaffnete iranische Gruppen den Versuch, den amerikanischen Botschafter zu entführen. Die Täter wurden im Juni 1973 von einem Militärgericht zum Tode verurteilt. Im Jahr 1971 fand die 2500-Jahr-Feier der Iranischen Monarchie mit Festlichkeiten in Persepolis und Teheran statt. Es wurde ein 5-Jahres-Plan zur Modernisierung der iranischen Streitkräfte verabschiedet und ein Abkommen mit den USA über Waffenkäufe im Wert von 2 bis 3 Milliarden US-Dollar unterzeichnet. Die britischen Truppen zogen endgültig vom Persischen Golf ab. Bis 1977 stiegen die jährlichen Militärausgaben auf 9,4 Milliarden US-Dollar an. Die überbordenden Kosten beeinträchtigten die gesamte Volkswirtschaft und steigerten die Unzufriedenheit mit dem Regime.
Die Tunb-Inseln wurden militärisch besetzt und die arabische Bevölkerung vertrieben. Marinestützpunkte zur Sicherung der Öltransporte durch die Straße von Hormus wurden errichtet. Im Oktober 1972 wurde ein Abkommen über wirtschaftliche und technische Zusammenarbeit mit der Sowjetunion anlässlich eines Staatsbesuchs des Schahs in Moskau vom 10. bis 21. Oktober 1972 unterzeichnet. Am 31. Juli 1973 wurde ein neues Abkommen mit dem internationalen Erdölkonsortium, bestehend aus Firmen aus den USA, Frankreich, Großbritannien und den Niederlanden, geschlossen. Die National Iranian Oil Company (NIOC) übernahm alle Anlagen der Erdölwirtschaft in Staatsbesitz, da nach Meinung der iranischen Führung das Konsortium die nationalen Interessen Irans nicht wie im Abkommen von 1954 festgelegt eingehalten hatte. Im Jahr 1975 wurde ein Einparteiensystem eingeführt und ein Abkommen mit Irak zur Regelung offener Grenzfragen abgeschlossen.
1977 geriet das Land in eine Versorgungskrise. Die von Intellektuellen getragene Nationale Front forderte das Ende der „Diktatur des Schahs“. Am 7. und 8. Januar 1978 kam es zu ersten Demonstrationen für Chomeini. Am 8. August versprach der Schah politische Freiheiten, freie Wahlen und die Pressefreiheit; gleichwohl gingen die Demonstrationen weiter und es gab schwere Unruhen. Fünf Tage darauf wurde das Kriegsrecht in mehreren Städten ausgerufen. Als Konzessionen an die Schiitenpartei wurden die Wiederzulassung politischer Parteien, die Rückkehr zum islamischen Kalender und die Schließung der Spielkasinos beschlossen. Am 7. September kam es zu einem Generalstreik; dieser legte die Ölproduktion still. Das Kriegsrecht wurde daraufhin auf alle Städte ausgedehnt. Neun Tage später starben bei einem der schwersten Erdbeben der iranischen Geschichte 15.000 bis 25.000 Menschen. Am 5. November bildeten Chomeini und die Nationale Front in Paris die Iranisch-Islamische Nationalbewegung. Einen Tag später wurde eine Militärregierung eingesetzt. Auf der Konferenz von Guadeloupe im Januar 1979 beschlossen der französische Präsident Valéry Giscard d’Estaing, US-Präsident Jimmy Carter, der britische Premierminister James Callaghan und der deutsche Bundeskanzler Helmut Schmidt, den Schah nicht mehr zu unterstützen und das Gespräch mit Chomeini zu suchen. Der Schah verließ am 16. Januar 1979 Iran und reiste nach Ägypten. Am 4. November 1979 besetzten etwa 400 Iraner die US-Botschaft in Teheran. 52 Mitarbeiter der Botschaft wurden 444 Tage als Geiseln festgehalten, um die Auslieferung des Schahs, der zur Behandlung seiner Krebserkrankung in den USA war, zu erzwingen. Dies wurde von US-Präsident Carter abgelehnt. Mohammad Reza Pahlavi starb am 27. Juli 1980 in Ägypten. Der Schiitenführer Ruhollah Chomeini (1902–1989), der am 1. Februar nach Iran zurückgekehrt war, wurde die oberste Autorität Irans.
Der Historiker Jürgen Martschukat schrieb 2003 in der Zeit: „Die Amerikaner hatten im Laufe der Irankrise im Nahen Osten das Heft in die Hand genommen – mehr als drei Jahre vor dem Konflikt um die Besetzung des Suezkanals in Ägypten. In Iran errichteten sie das Paradebeispiel eines korrupten und brutalen Marionettenregimes. Gefüttert mit hoher Militär- und Wirtschaftshilfe sowie gestützt durch einen rücksichtslosen Geheimdienst SAVAK, machten sie den Schah für die nächsten fünfundzwanzig Jahre zur starken Figur im Land – und zu einem der verhasstesten Diktatoren der islamischen Welt.“

## Islamische Republik Iran (seit 1979)

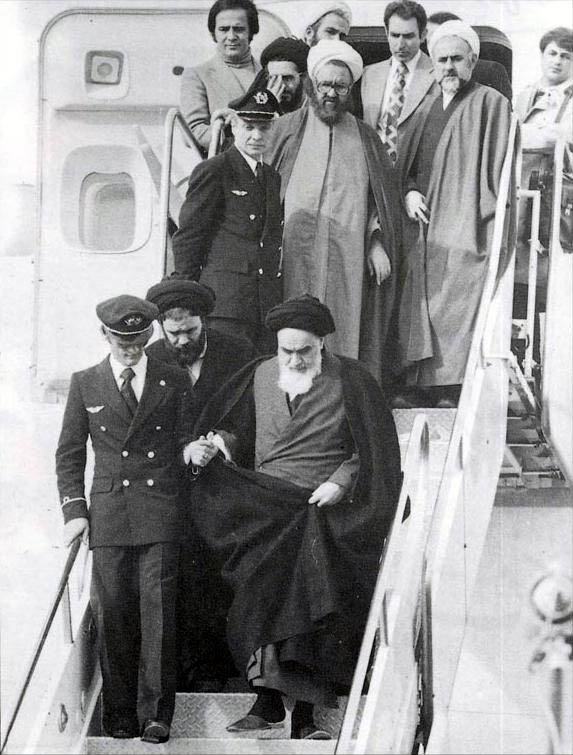
Chomeinis Ankunft am 1. Februar 1979

Ruhollah Chomeini gründete, nachdem bei einem Referendum das Volk gefragt wurde, ob eine Islamische Republik anstelle der Monarchie eingeführt werden solle, und 97 % der Wähler dafür gestimmt hatten, die am 1. April 1979 offiziell proklamierte Islamische Republik Iran. Schlüsselpositionen wurden, entgegen anders lautender Äußerungen und Erwartungen, mit schiitischen Klerikern besetzt und Chomeini etablierte das zuvor von ihm bereits als Ziel genannte Herrschaftsprinzip des Velayat-e Faqih (die „Herrschaft des islamischen Rechtsgelehrten“) mit einem theokratischen Machtmonopol, das im Artikel 56 der iranischen Verfassung legitimiert wurde. Islamische Revolutionäre besetzten 1979 die Botschaft der USA in Teheran. Die Gefangenen kamen erst im Januar 1981 frei (siehe Geiselnahme von Teheran und Operation Eagle Claw). Das Nachbarland Irak griff 1980 Iran im Ersten Golfkrieg an. Ein Waffenstillstand wurde im August 1988 getroffen.
Zu Beginn der Revolution wurde Mehdi Bāzargān Ministerpräsident der provisorischen Regierung. Am 25. Januar 1980 wurde Abolhassan Banisadr Präsident, er musste jedoch aufgrund unüberbrückbarer Widerstände im Hinblick auf die zukünftige Politik am 10. Juni 1981 Iran verlassen. Er floh nach Paris. Durch den Wahlsieg der religiösen Islamisch-Republikanische Partei (IRP) im Jahr 1981 löste sich der Revolutionsrat am 9. Mai auf. Ein verheerender Bombenanschlag am 30. August auf die Parteiversammlung der IRP brachte das Gefüge der Revolution völlig durcheinander. Der Parteiführer und Ayatollah Mohammed Hussein Beheschti (* 1929) und über 70 weitere Abgeordnete wurden getötet. Auch der neue Präsident Mohammad Ali Radschai und der neue Ministerpräsident Mohammad Dschawad Bahonar waren unter den Opfern. Am 2. Oktober wurde Hodschatoleslam Seyyed Ali Chamenei Präsident – Mir Hossein Mussawi nahm den Posten des Ministerpräsidenten ein.
1982 trat das Strafgesetz der Islamischen Republik Iran vom 25. August in Kraft. Bei der Parlamentswahl am 15. April 1984 verlor die IRP die absolute Mehrheit; Moussavi blieb Ministerpräsident. Am 16. August 1985 wurde Ali Chamenei als Präsident wiedergewählt. Im Jahr 1986 wurden geheime Waffenlieferungen der USA an Iran aufgedeckt; die Iran-Contra-Affäre erschütterte die Glaubwürdigkeit von Iran und USA. Die IRP wurde am 2. Juni 1987 aufgelöst. Am 2. Juni 1988 ernannte Chomeini (das iranische Regime, das im selben Jahr politische Gefangene in Massen hinrichten ließ, stand im Krieg gegen den Irak am Rande einer Niederlage) den Parlamentspräsident Ali Akbar Hāschemi Rafsandschāni zum amtierenden Oberkommandierenden. Chomeinis Fatwa vom 14. Februar 1989 gegen Salman Rushdie isolierte Iran außenpolitisch völlig. Mit dem Tod von Chomeini am 3. Juni begann der Kampf um die Nachfolge. Der bisherige Staatspräsident Ali Chamenei wurde am 4. Juni vom Wächterrat zum neuen religiösen Führer bestimmt. Den Kampf um die Macht gewann aber Parlamentspräsident Rafsandschāni. Er wurde zum Staatspräsidenten gewählt und erhielt durch eine Verfassungsänderung größere exekutive Befugnisse durch den Wegfall des Ministerpräsidentenamtes.
Bei Parlamentswahl am 10. April 1992 gewannen Anhänger Rafsandschānis rund 70 Prozent aller Sitze. Rafsandschāni wurde 1993 für weitere vier Jahre zum Staatspräsidenten gewählt. Bei der Präsidentschaftswahl am 23. Mai 1997 siegte der ehemalige Kulturminister Mohammad Chatemi. Ein beschränkter Liberalisierungsprozess begann mit ihm, dessen Grenzen stets vom Wächterrat (Chāmene’i) eingeschränkt wurden. Die beständigen Konflikte zwischen liberalen Reformern und Konservativen (die sich streng religiös gaben) gipfelten in den 1990er Jahren in einer bis heute nicht vollständig aufgeklärten staatlichen Mordserie an Oppositionellen.
Im Oktober 2003 wurde Shirin Ebadi mit dem Friedensnobelpreis ausgezeichnet. Am 26. Dezember 2003 um 1:56 UTC kam es zu einem der verheerendsten Erdbeben in der Neuzeit Irans; über 43.000 Menschen starben und 30.000 wurden verletzt. Das Epizentrum des Bebens lag in der Nähe der südiranischen Stadt Bam, die zum Großteil zerstört wurde. Nachdem bei der Wahl vom 20. Februar 2004 tausende von liberalen Kandidaten ausgeschlossen waren und andere reformorientierte Politiker ihre Kandidatur zurückgezogen hatten, war die Wahlbeteiligung nach offiziellen Angaben des Innenministeriums mit nur 50,57 % die bis dahin niedrigste seit Bestehen der Islamischen Republik. Nach der Wahl kam es zu Straßenschlachten mit den Sicherheitskräften in mehreren Städten, bei denen acht Menschen starben. Im November des Jahres gab die Islamische Republik Iran bekannt, das Land wolle keine Atomwaffen entwickeln; die USA und auch europäische Regierungen betrachteten dieses Statement weiter mit einem gewissen Misstrauen. Im Konflikt um das iranische Atomprogramm kam es 2005 unter dem Druck der USA und Großbritanniens zu Verhandlungen zwischen Iran und den EU-3, Großbritannien, Frankreich und Deutschland. Im selben Jahr wurde Mahmud Ahmadineschad zum Präsidenten gewählt. Durch die Wahl des erzkonservativen Ahmadineschad und seine konfrontative Außen- sowie repressive Innenpolitik nahm die internationale Isolation Irans erneut zu. Insbesondere seine Wiederwahl im Juni 2009, die von zahlreichen Manipulationsvorwürfen begleitet wurde, führte zu massiven Protesten, die trotz gewaltsamer Niederschlagung auch friedlicher Demonstrationen vor allem gegen Ende 2009 weiter zunahmen.
Am 14. Juni 2013 wurde Hassan Rohani mit knapper Mehrheit zum neuen Präsidenten Irans gewählt. Am 19. Mai 2017 wurde er für eine zweite Amtszeit wiedergewählt.